# 马科斯·罗伯托·西尔维拉·雷斯
马科斯·罗伯托·西尔维拉·雷斯（Marcos Roberto Silveira Reis，1973年8月4日—），已退役巴西足球運動員，司職守門員，其生涯只效力巴西球會彭美拉斯。  
這名守門員曾代表過巴西國家隊出賽2002年世界杯，乃當屆冠軍隊成員。終其一生他都只是效力國內球會彭美拉斯，贏過巴西聯賽、杯賽以至南美自由杯冠軍。
自2005年聯合會杯以後便沒有重返國家隊，並於2006年10月宣佈退出。

## 榮譽
- 巴西聯賽冠軍: 1993、1994
- 巴西杯冠軍: 1998
- 南美自由杯: 1999
- 世界杯冠軍: 2002
- 聯合會杯: 2005
- 美洲國家杯: 1999

## 外部連結
- 馬科斯簡介[永久] (葡文版本)